# Bridgeton (Karolina Północna)
Bridgeton – miasto w Stanach Zjednoczonych, w stanie Karolina Północna, w hrabstwie Craven.